# 上手投げ
上手投げ（うわてなげ）とは、相撲の決まり手の一つである。上手から相手の褌を引き、その上手から相手を投げる技。

## 概要
四つ相撲の王道を行く技といわれることがままあり、四つに組む相撲での強豪力士の多くは、上手投げを得意としている（例：双葉山、千代の富士、魁皇、白鵬、琴欧洲など）。特に、昭和の大横綱と言われた千代の富士の上手投げは、相手の頭を押さえながら投げる独特のものであり、「ウルフスペシャル」の名で他の力士達に恐れられ、千代の富士の名をいっそう高めた。
下手投げに比してそれほど技能は必要とは言えず、深い位置の上手から強引に投げを打って決まるケースもある。また、下手投げに比べると勝負を付けやすい上に、威力も強くなる為、投げの打ち合いとなった際は後述のように有利に働く事が多い。

## 下手投げとどちらが有利か？
上手のメリット・デメリット
- メリット：相手の背に近い部分に力をぶつけることができるので、投げの打ち合いにでは有利になる。
- デメリット：相手の外側になるため、相手を拘束する力は発揮しづらい。

下手のメリット・デメリット
- メリット：相手の内側に入るため、がっちりと相手を捕えやすい。
- デメリット：自身の体勢も下を向くため、投げの打ち合いになると不利である。

このように一般的には、上手投げと下手投げで投げの打ち合いをした場合、「上手投げの方が有利」といわれる。これは、下手投げでは相手側に差し手を封じられるのに対して、上手投げでは差し手が上に来るので、先に投げを仕掛けられたとしても打ち返すことは容易であることからである。また、土俵に落ちた際に上になりやすい事も一因である。
逆に、「下手投げのほうが有利」とする説もあり、腰の位置が低くなり易いことが挙げられる。ただし、当然のことながらこれらの判断については、力士の技量にも大きく左右されることであり、身体の大小や腕の長さ、身体の角度、双方の呼吸やわずかなタイミングにより有利・不利は大きく変わる。

## 瓢廻し
現在公式の決まり手の名称としては採用されていないが、現在公式の決まり手の上手投げに含まれるものうち、相手に足を取られたときに上手を取って体を廻しながら引き据える技は、古くは「瓢廻し（ひさごまわし）」と呼ばれた。「古今相撲大要」「古今相撲大全」に見える決まり手名称である。「瓢廻し」としてマスコミにより報道・記録された取組は次の通り。
- 昭和16年5月場所3日目 ○前田山－楯甲×